# アレクサンドル＝ガブリエル・ドゥカン
アレクサンドル＝ガブリエル・ドゥカン（アレクサンドル＝ガブリエル・ドカン、Alexandre-Gabriel Decamps, 1803年3月3日 - 1860年8月22日）は、フランスの画家。

## 生涯
ドゥカンはパリで生まれた。青年時代に北アフリカやトルコなどを旅し、東方の生活や情景を大胆な正確さで描いた作品で19世紀フランスで広い人気を得ているが、その一方で当初、その作品は慣習的な批評家たちを困惑させた。しかしすぐに、ドゥカンの力は認められ、ドラクロワやオラース・ヴェルネと並び称された。19世紀初期の重要なオリエンタリストの一人である。1855年のパリ万国博覧会では最高賞を受賞した。ドゥカンはその生涯のほとんどをパリ近郊で過ごした。動物、とくに犬が好きで、ありとあらゆる屋外スポーツを楽しんだ。1860年、フォンテーヌブローで狩りをしていた最中に落馬して亡くなった。

## 画風

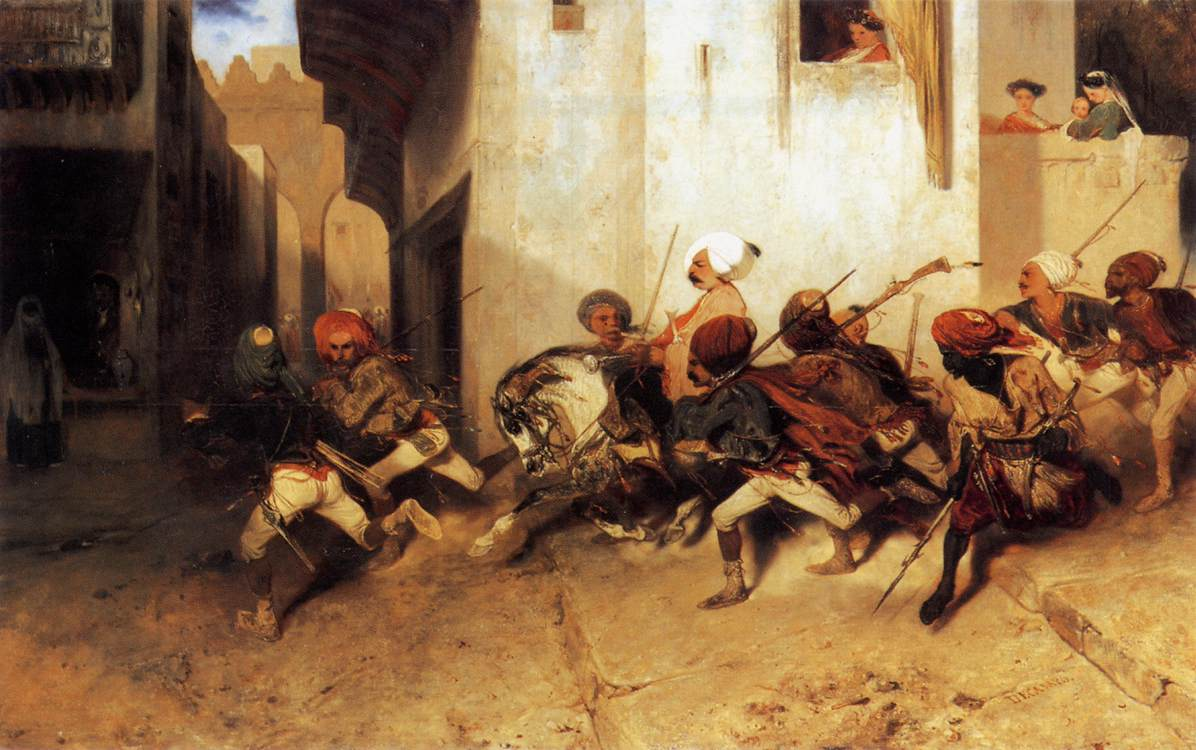
『トルコの夜警』（1831年）

ドゥカンのスタイルは、生々しく劇的な着想、大胆で荒々しい筆使い、光と影の驚くべき対比など、特徴として極度にフランス的である。そのテーマは驚くほど幅広く、聖書の場面を描くのに東洋旅行の体験を利用した。おそらくドゥカンはその地方を、想像でなく、ありのままに描いたヨーロッパ最初の画家かも知れない。具体的に、『仲間に売られるヨセフ』（1835年）、『川から救われるモーゼ』（1837年）、サムソンの生涯を描いた炭とホワイトで描いた9枚の素描がそうである。
ドゥカンの歴史画の中で最も印象的なのは、蛮族の大軍と統制の取れた軍隊との戦争を描いた『キンブリ族の敗北』（1833年）である。
ドゥカンは風俗画、主にフランスとアルジェリアの家庭の暮らしを多数描いていて、ユーモアが特徴的である。それは多数の動物画も同じで、とくにドゥカンは猿を描くのが好きで、『鑑定家』（1839年）はドゥカンの初期の絵を基準から逸脱しているとして拒絶した審査員たちを風刺したものである。

## ギャラリー

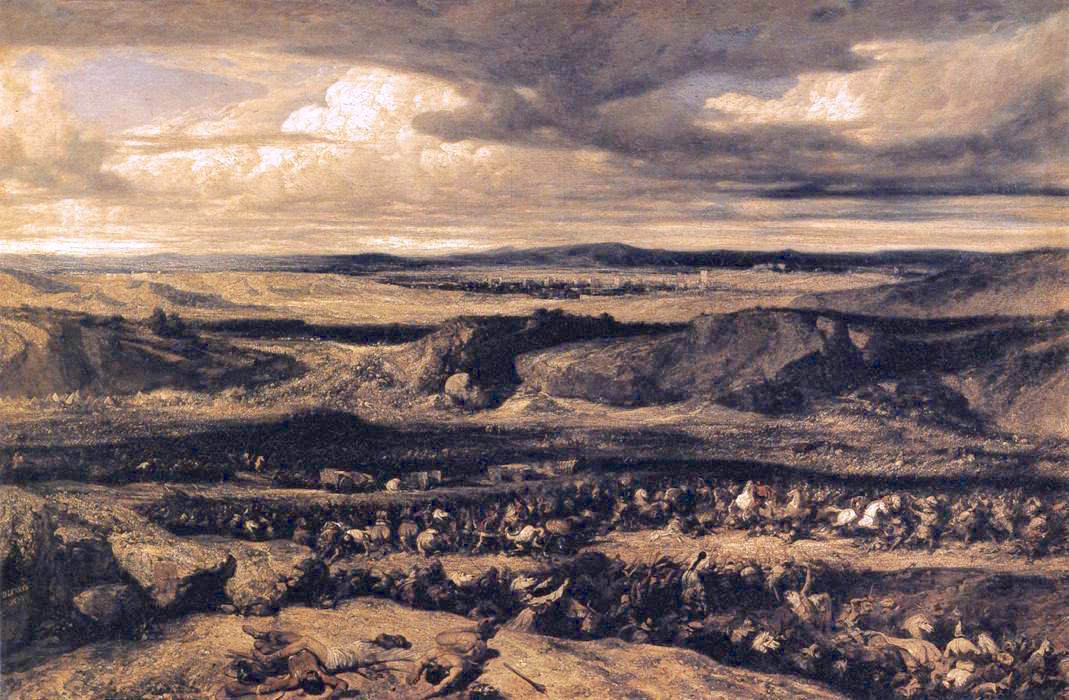
キンブリ族の敗北（1833年）
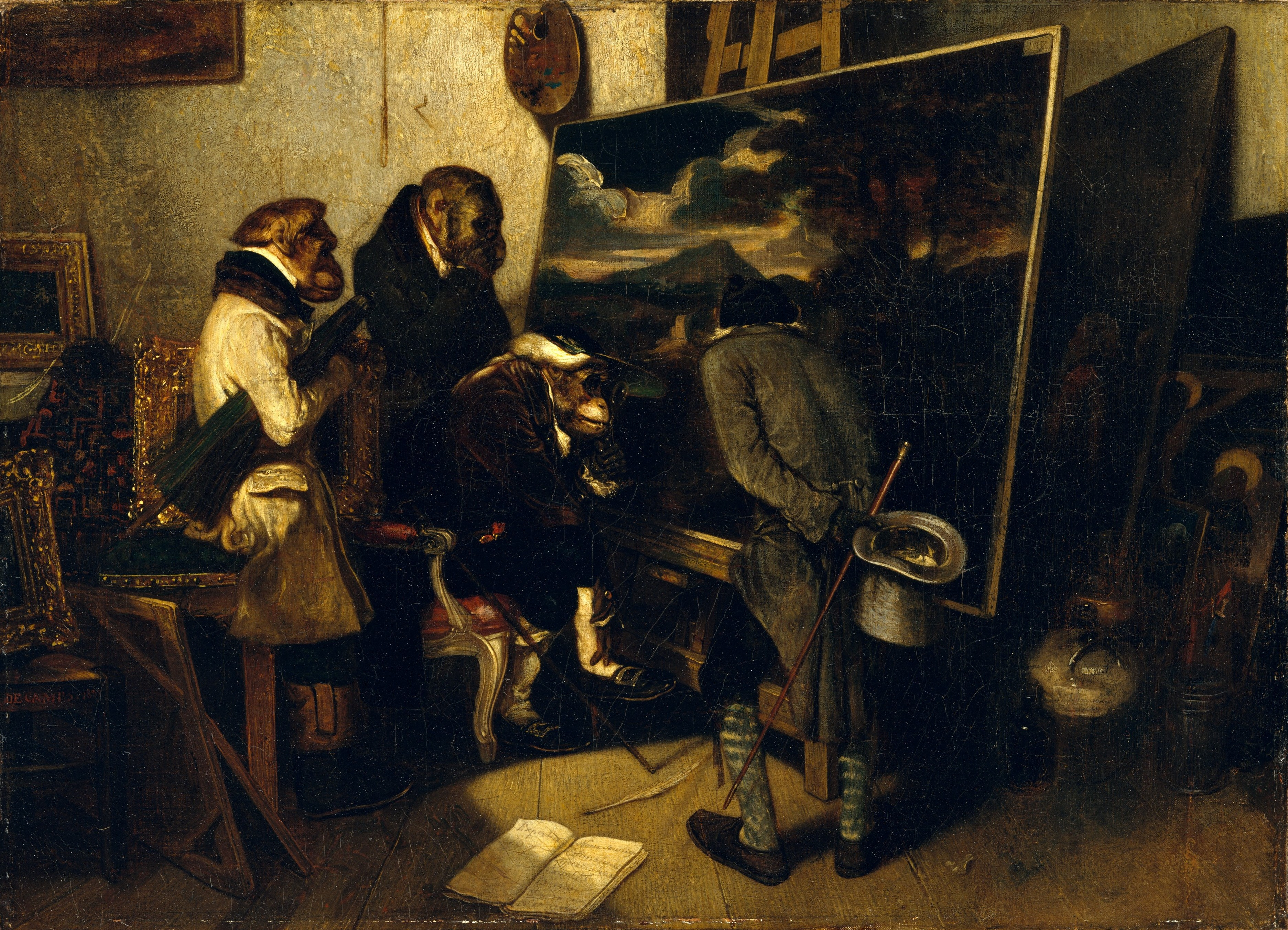
鑑定家（1837年）
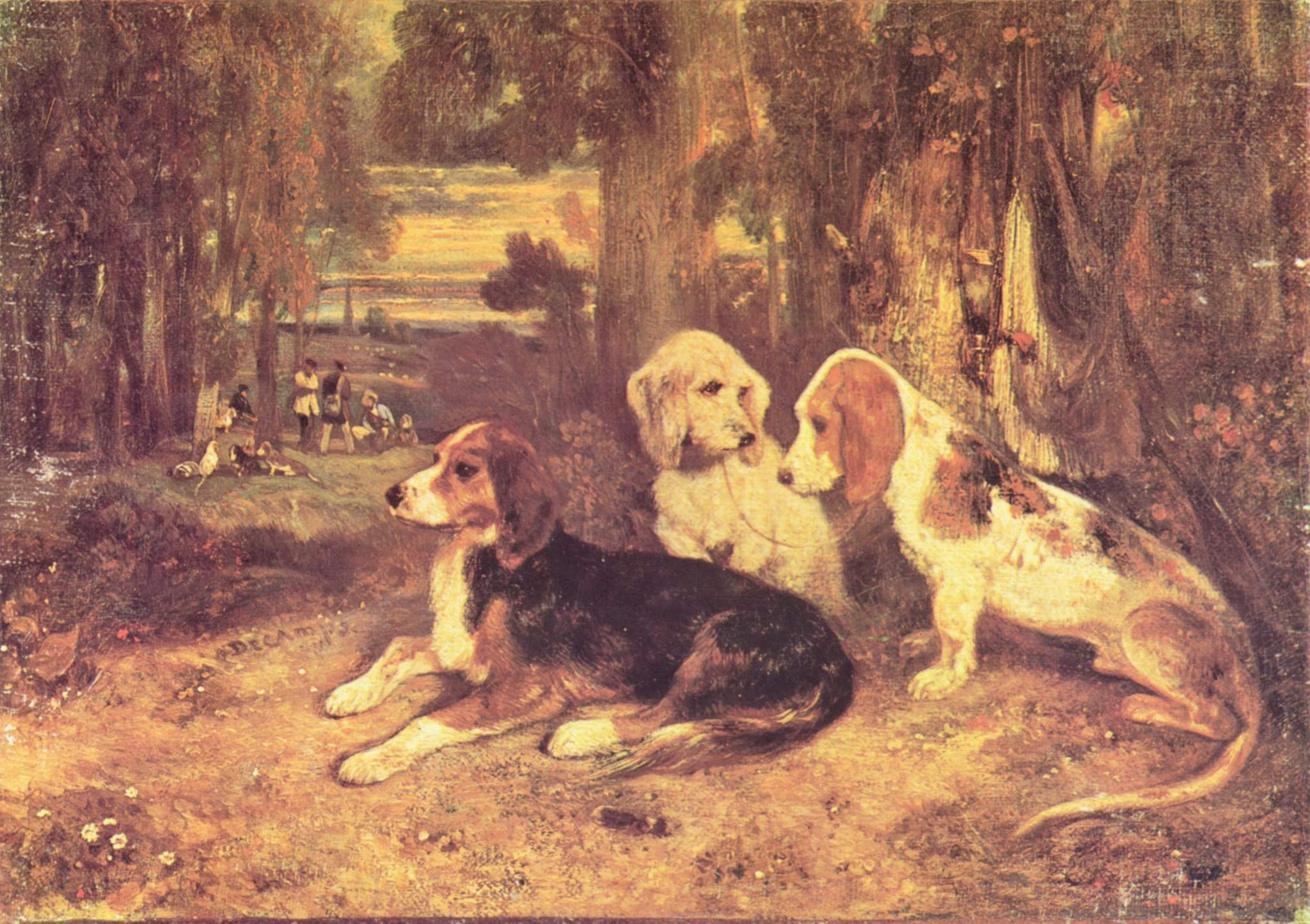
猟犬（1839年）

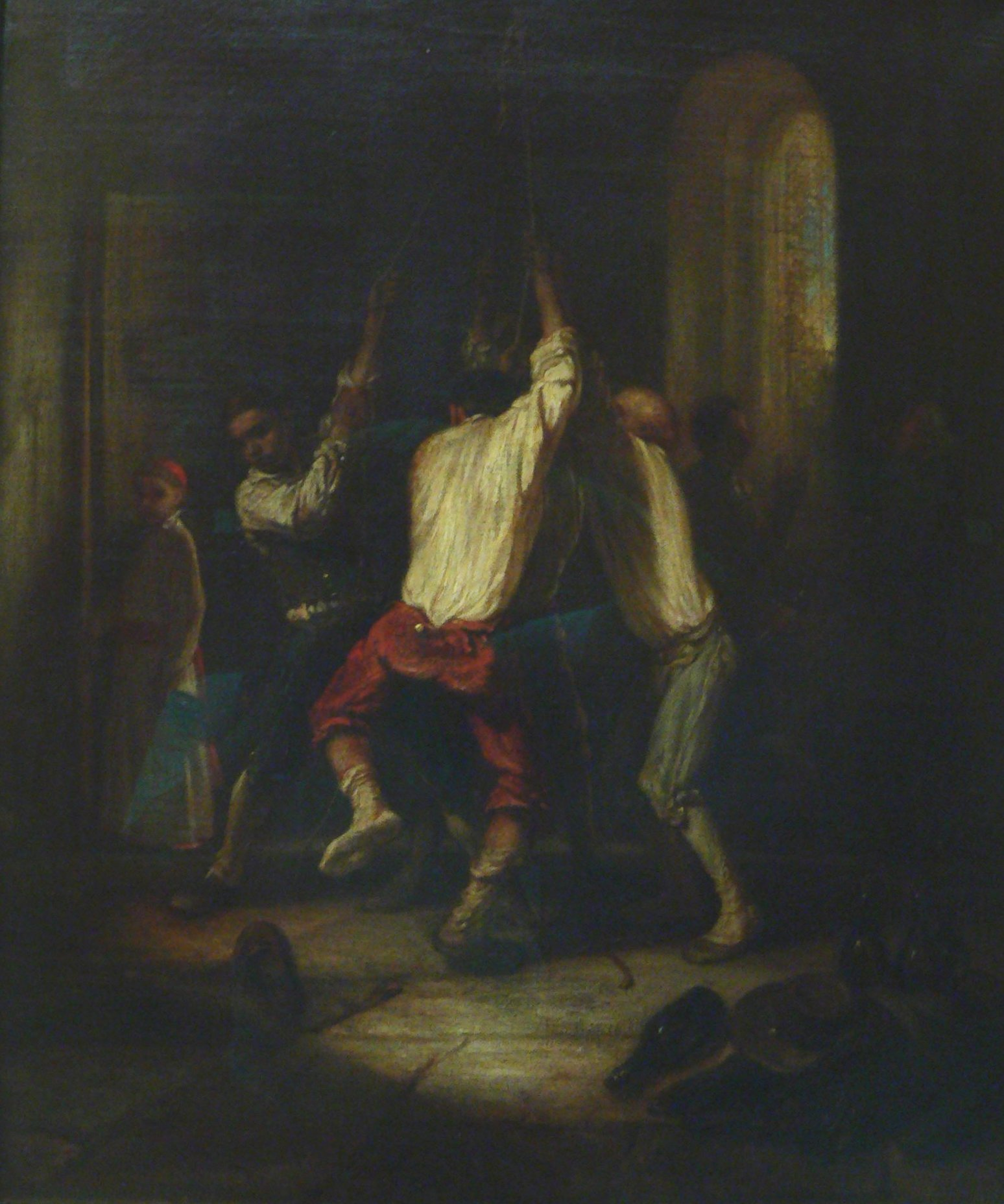
鐘つき男たち（1841年）
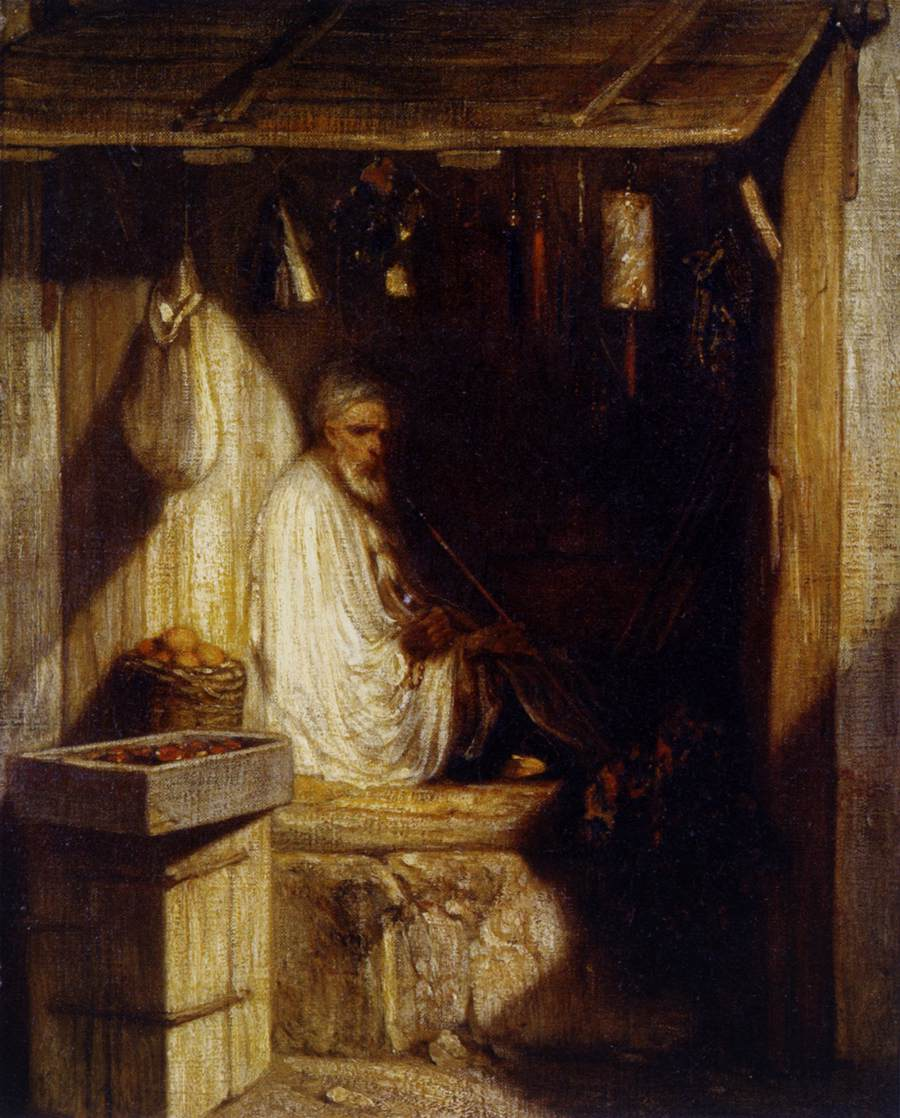
店でたばこを吸うトルコの商人 (1844年)
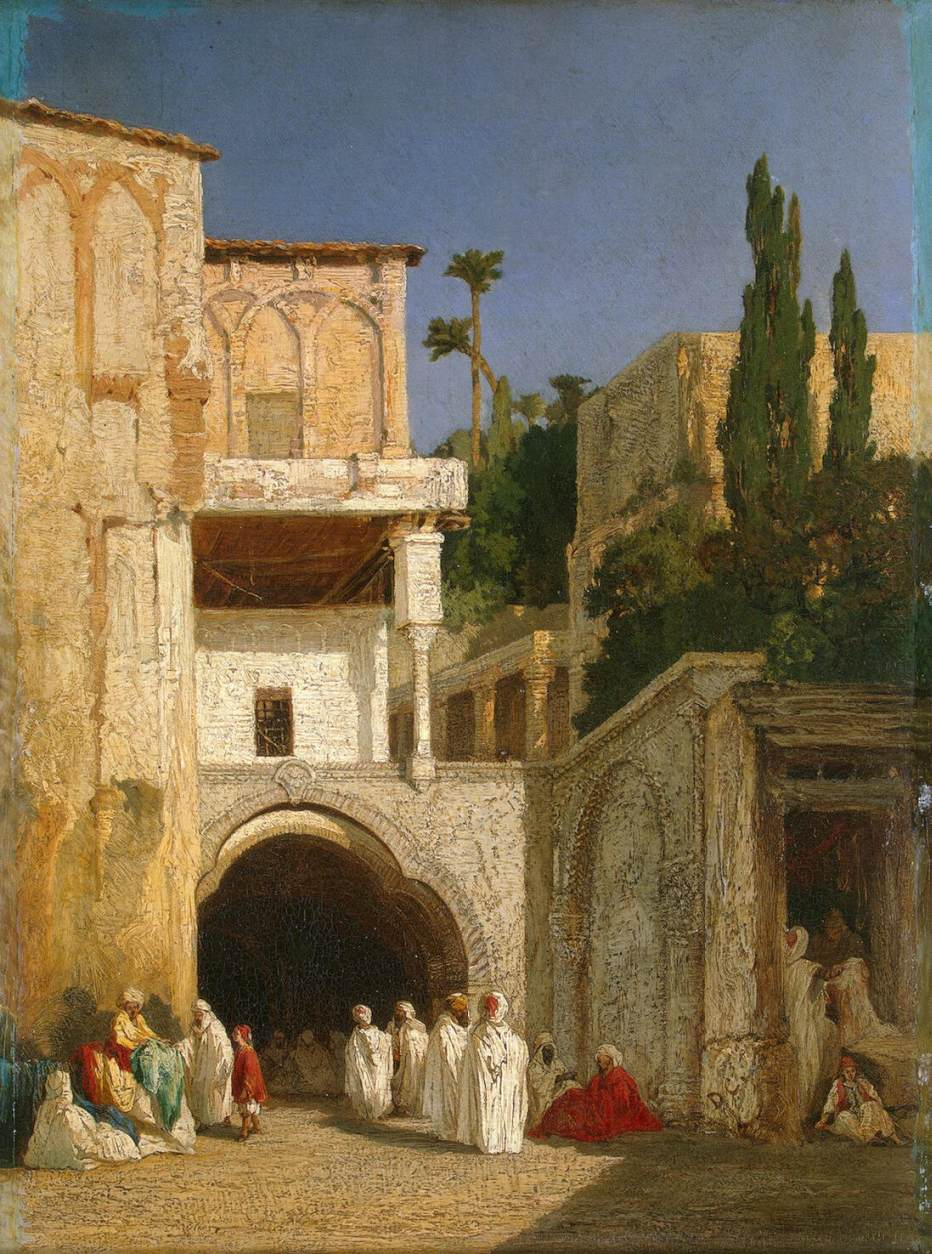
モスクの前 (1868年頃)
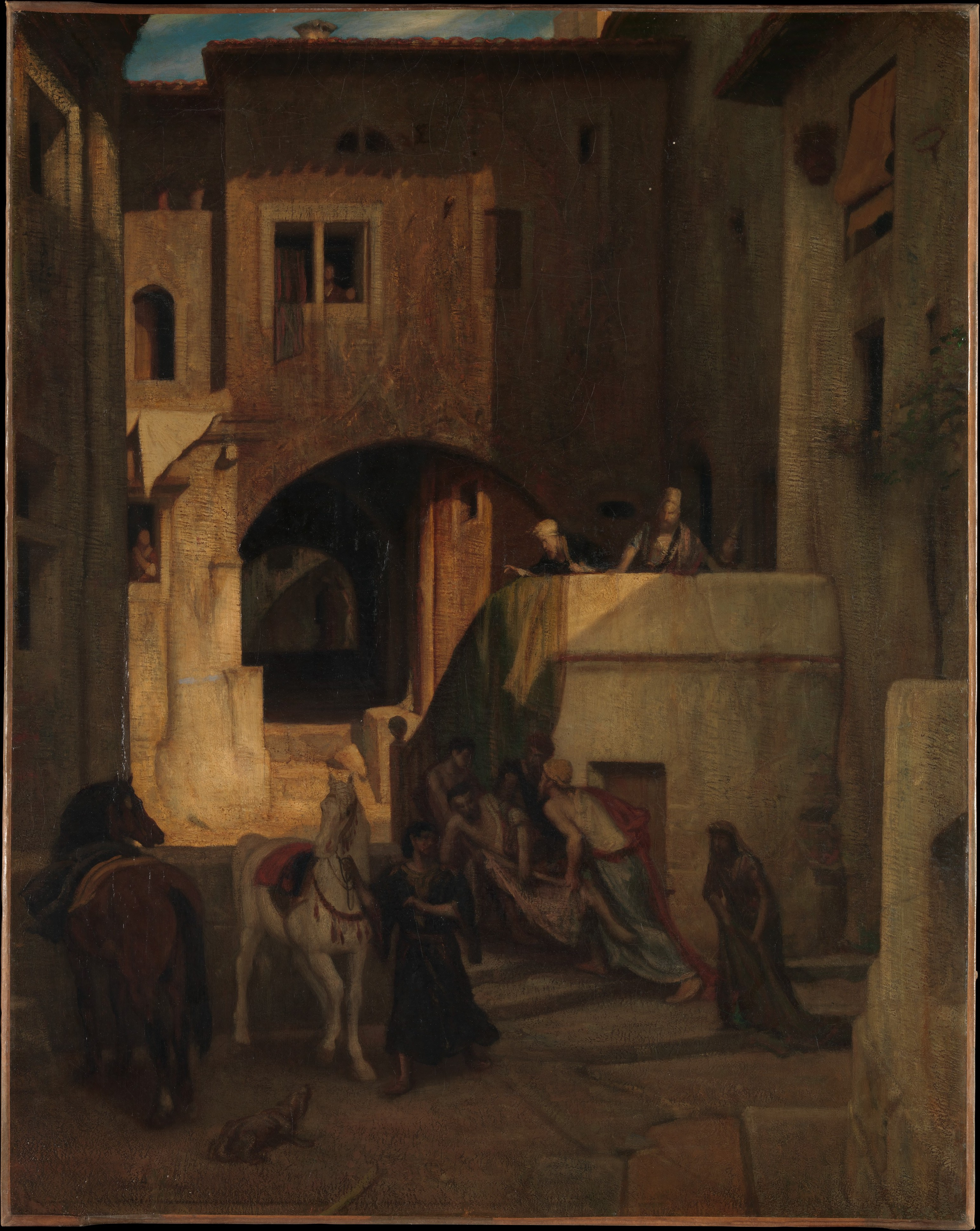
善きサマリア人